# University of Southern California Men's Volleyball 2013
Questa voce raccoglie le informazioni riguardanti la University of Southern California Men's Volleyball nella stagione 2013.

## Stagione
La stagione 2013 è la settima per coach Bill Ferguson alla guida del programma. Gli assistenti allenatori sono Cameron Green e Jeff Nygaard, rispettivamente al secondo ed al terzo anno coi Trojans; al secondo anno è anche John Xie, assistente allenatore volontario.
La rosa della squadra cambia notevolmente rispetto alla stagione precedente: cinque giocatori terminano la propria carriera universitaria, tra i quali il nazionale statunitense Antonio Ciarelli, sostituiti da ben dieci nuovi arrivati, uno dei quali tramite trasferimento da altra università, anche se non tutti prendono parte al campionato, saltando la stagione.
La prima partita stagionale arriva il 10 gennaio con la netta sconfitta per 3-0 in casa della University of California, San Diego, seguita dal successo per 3-0 in casa dei futuri campioni della University of California, Irvine. Nella terza partita di regular season arrivo il successo interno contro la Stanford University, che tuttavia è seguito da quattro sconfitte consecutive. I Trojans ritrovano la via del successo nel match casalingo contro la California Baptist University, che resta tuttavia un episodio sporadico a causa delle tre sconfitte interne consecutive rimediate delle partite successive. Il 2 marzo la squadra centra il secondo successo esterno della stagione, vincendo in casa della University of the Pacific, ma ancora una volta non vi è alcun seguito positivo ed i Trojans incappano in un filotto di cinque sconfitte. Nelle ultime sette gare di regular season il bilancio è di due vittorie e cinque sconfitte; entrambi i successi sono arrivati in partite interne, contro la Pepperdine University e la California State University, Northridge. Con un bilancio di sei soli successi in ventiquattro incontri i Trojans non riescono ad accedere al torneo di conference, fallendo così l'accesso alla Final Four.
Il programma raccoglie ben poco anche in termini di riconoscimenti individuali, col solo Micah Christenson inserito nell'All-MPSF Second Team.

## Organigramma societario
Area direttiva
- Presidente: Steven Sample
- Direttore delle operazioni: Kylie Atherstone
- Coordinatore tecnico: Jason Kennedy

Area tecnica
- Allenatore: Bill Ferguson
- Assistente allenatore: Cameron Green, Jeff Nygaard
- Assistente allenatore volontario: John Xie
- Preparatore atletico: Brent Metz, Lisa Noceti-Dewit, Galen Thomas

## Rosa
| N° | Nome               | Ruolo | Data di nascita   | Nazionalità sportiva | Anno      |
| -- | ------------------ | ----- | ----------------- | -------------------- | --------- |
| 1  | Tanner Jansen      | S/O   | 29 settembre 1990 | Stati Uniti          | Junior    |
| 2  | Chris Lischke      | S/O   | 28 aprile 1992    | Stati Uniti          | Sophomore |
| 3  | J.B. Green         | L     | 3 giugno 1991     | Stati Uniti          | Junior    |
| 4  | Brooks Varni       | L     | 22 settembre 1993 | Stati Uniti          | Freshman  |
| 5  | Micah Christenson  | P     | 8 maggio 1993     | Stati Uniti          | Sophomore |
| 6  | Henry Cassiday     | S/L   | 6 gennaio 1992    | Stati Uniti          | Junior    |
| 7  | Maddison McKibbin  | S/O   | 16 dicembre 1990  | Stati Uniti          | Senior    |
| 8  | Michael Mullahey   | P     | 30 aprile 1994    | Stati Uniti          | Freshman  |
| 9  | Alex Slaught       | S     | 19 giugno 1994    | Stati Uniti          | Freshman  |
| 10 | Cristian Rivera    | S     | 8 agosto 1993     | Porto Rico           | Sophomore |
| 11 | Chris Andrulis     | S/O   | 17 settembre 1993 | Stati Uniti          | Freshman  |
| 12 | Robbie McKnight    | P/O   | 8 giugno 1992     | Stati Uniti          | Sophomore |
| 13 | Ben Lam            | C     | 7 aprile 1992     | Stati Uniti          | Sophomore |
| 14 | Christopher Orenic | S     | 1º marzo 1994     | Stati Uniti          | Freshman  |
| 15 | Paul Yoder         | S/L   | 9 febbraio 1992   | Stati Uniti          | Sophomore |
| 16 | Robert Feathers    | C     | 12 agosto 1992    | Stati Uniti          | Sophomore |
| 17 | Austin Rysyk       | S     | 19 aprile 1993    | Stati Uniti          | Freshman  |
| 18 | Josh Kirchner      | C     | 1º settembre 1993 | Stati Uniti          | Freshman  |
| 19 | Joey Booth         | S     | 23 settembre 1991 | Stati Uniti          | Sophomore |
| 20 | Tyler Cundiff      | C     | 15 ottobre 1992   | Stati Uniti          | Freshman  |
| 21 | Chris Trefzger     | P     | 11 giugno 1991    | Stati Uniti          | Junior    |
| 22 | Tommy Leonard      | C     | 13 marzo 1994     | Stati Uniti          | Freshman  |
| 24 | Tyler Ortman       | C/O   | 12 ottobre 1994   | Stati Uniti          | Freshman  |

## Mercato
| Acquisti | Acquisti           | Acquisti           | Acquisti   |
| R.       | Nome               | da                 | Modalità   |
| -------- | ------------------ | ------------------ | ---------- |
| L        | Brooks Varni       | Mira Costa HS      | definitivo |
| P        | Michael Mullahey   | Loyola High School | definitivo |
| S        | Alex Slaught       | Loyola High School | definitivo |
| S        | Chris Andrulis     | UC San Diego       | definitivo |
| S        | Christopher Orenic | Mira Costa HS      | definitivo |
| S        | Austin Rysyk       | Bellarmine Prep    | definitivo |
| C        | Josh Kirchner      | Hamilton High      | definitivo |
| C        | Tyler Cundiff      | 'Iolani School     | definitivo |
| C        | Tommy Leonard      | Barrington HS      | definitivo |
| C/O      | Tyler Ortman       | Carlsbad HS        | definitivo |

| Cessioni | Cessioni         | Cessioni | Cessioni   |
| R.       | Nome             | a        | Modalità   |
| -------- | ---------------- | -------- | ---------- |
| P/S      | Jeff Carlson     | -        | definitivo |
| S        | Steven Mochalski | -        | definitivo |
| P        | Tyler Hornacek   | -        | definitivo |
| S        | Antonio Ciarelli | -        | definitivo |
| C        | Steven Shandrick | -        | definitivo |

## Risultati

### Division I NCAA

#### Regular season

##### Girone
| 10 gennaio 2013 RIMAC Arena, La Jolla         | UC San Diego        | 3 - 0 | Southern California | 25-16, 25-18, 25-15               |
| 11 gennaio 2013 Bren Center, Irvine           | UC Irvine           | 0 - 3 | Southern California | 21-25, 23-25, 25-27               |
| 18 gennaio 2013 Galen Center, Los Angeles     | Southern California | 3 - 0 | Stanford            | 27-25, 25-18, 29-27               |
| 20 gennaio 2013 Galen Center, Los Angeles     | Southern California | 1 - 3 | Pacific             | 18-25, 21-25, 28-26, 25-27        |
| 1º febbraio 2013 Firestone Fieldhouse, Malibù | Pepperdine          | 3 - 1 | Southern California | 25-23, 25-18, 25-27, 25-22        |
| 6 febbraio 2013 The Matadome, Los Angeles     | CSU Northridge      | 3 - 1 | Southern California | 25-17, 18-25, 25-21, 25-22        |
| 8 febbraio 2013 Walter Pyramid, Long Beach    | CSU Long Beach      | 3 - 1 | Southern California | 25-21, 25-21, 20-25, 25-22        |
| 14 febbraio 2013 Galen Center, Los Angeles    | Southern California | 3 - 1 | California Baptist  | 25-21, 25-22, 18-25, 26-24        |
| 16 febbraio 2013 Galen Center, Los Angeles    | Southern California | 1 - 3 | Brigham Young       | 18-25, 25-17, 22-25, 18-25        |
| 18 febbraio 2013 Galen Center, Los Angeles    | Southern California | 0 - 3 | UC Los Angeles      | 18-25, 21-25, 17-25               |
| 21 febbraio 2013 Galen Center, Los Angeles    | Southern California | 1 - 3 | UC Santa Barbara    | 16-25, 28-30, 25-21, 21-25        |
| 2 marzo 2013 Alex G. Spanos Center, Stockton  | Pacific             | 1 - 3 | Southern California | 25-23, 27-29, 16-25, 22-25        |
| 3 marzo 2013 Maples Pavilion, Stanford        | Stanford            | 3 - 2 | Southern California | 26-28, 25-17, 18-25, 25-21, 15-10 |
| 8 marzo 2013 Stan Sheriff Center, Honolulu    | Hawaii              | 3 - 2 | Southern California | 24-26, 21-25, 25-22, 26-24, 15-9  |
| 10 marzo 2013 Stan Sheriff Center, Honolulu   | Hawaii              | 3 - 2 | Southern California | 20-25, 25-21, 25-18, 23-25, 15-9  |
| 15 marzo 2013 Lyon Center, Los Angeles        | Southern California | 0 - 3 | UC Irvine           | 18-25, 20-25, 21-25               |
| 16 marzo 2013 Lyon Center, Los Angeles        | Southern California | 2 - 3 | UC San Diego        | 25-23, 23-25, 25-22, 20-25, 12-15 |
| 21 marzo 2013 Lyon Center, Los Angeles        | Southern California | 3 - 1 | Pepperdine          | 19-25, 25-19, 27-25, 25-18        |
| 28 marzo 2013 Van Dyne Gym, Riverside         | California Baptist  | 3 - 2 | Southern California | 25-20, 23-25, 25-19, 23-25, 15-10 |
| 30 marzo 2013 Smith Fieldhouse, Provo         | Brigham Young       | 3 - 0 | Southern California | 25-14, 25-15, 26-24               |
| 4 aprile 2013 Galen Center, Los Angeles       | Southern California | 0 - 3 | CSU Long Beach      | 17-25, 17-25, 17-25               |
| 6 aprile 2013 Galen Center, Los Angeles       | Southern California | 3 - 0 | CSU Northridge      | 25-23, 25-22, 25-19               |
| 10 aprile 2013 Thunderdome, Santa Barbara     | UC Santa Barbara    | 3 - 1 | Southern California | 25-23, 25-19, 21-25, 25-17        |
| 12 aprile 2013 Pauley Pavilion, Los Angeles   | UC Los Angeles      | 3 - 0 | Southern California | 25-16, 25-18, 25-15               |

## Statistiche

### Statistiche di squadra
| Competizione    | Punti | In casa | In casa | In casa | In trasferta | In trasferta | In trasferta | Campo neutro | Campo neutro | Campo neutro | Totale | Totale | Totale |
| Competizione    | Punti | G       | V       | P       | G            | V            | P            | G            | V            | P            | G      | V      | P      |
| --------------- | ----- | ------- | ------- | ------- | ------------ | ------------ | ------------ | ------------ | ------------ | ------------ | ------ | ------ | ------ |
| NCAA Division I | .250  | 11      | 4       | 7       | 13           | 2            | 1            | 0            | 0            | 0            | 24     | 6      | 18     |
| Totale          | .250  | 11      | 4       | 7       | 13           | 2            | 1            | 0            | 0            | 0            | 24     | 6      | 18     |

G = partite giocate; V = partite vinte; P = partite perse

### Statistiche dei giocatori
| Giocatore      | Division I NCAA | Division I NCAA | Division I NCAA | Division I NCAA | Division I NCAA | Totale | Totale | Totale | Totale | Totale |
| Giocatore      | P               | PT              | AV              | MV              | BV              | P      | PT     | AV     | MV     | BV     |
| -------------- | --------------- | --------------- | --------------- | --------------- | --------------- | ------ | ------ | ------ | ------ | ------ |
| C. Andrulis    | -               | -               | -               | -               | -               | -      | -      | -      | -      | -      |
| J. Booth       | 63              | 188             | 156             | 19              | 13              | 63     | 188    | 156    | 19     | 13     |
| H. Cassiday    | 51              | 0               | 0               | 0               | 0               | 51     | 0      | 0      | 0      | 0      |
| M. Christenson | 92              | 139             | 39              | 59              | 41              | 92     | 139    | 39     | 59     | 41     |
| R. Feathers    | 87              | 247             | 170             | 76              | 1               | 87     | 247    | 170    | 76     | 1      |
| J.B. Green     | 41              | 0               | 0               | 0               | 0               | 41     | 0      | 0      | 0      | 0      |
| T. Jansen      | 64              | 279             | 241             | 28              | 10              | 64     | 279    | 241    | 28     | 10     |
| J. Kirchner    | 56              | 96              | 52              | 39              | 5               | 56     | 96     | 52     | 39     | 5      |
| B. Lam         | 44              | 99              | 57              | 41              | 1               | 44     | 99     | 57     | 41     | 1      |
| T. Leonard     | 8               | 9               | 5               | 3               | 1               | 8      | 9      | 5      | 3      | 1      |
| C. Lischke     | 5               | 1               | 1               | 0               | 0               | 5      | 1      | 1      | 0      | 0      |
| R. McKnight    | -               | -               | -               | -               | -               | -      | -      | -      | -      | -      |
| C. Rivera      | 74              | 144             | 193             | 32              | 19              | 74     | 144    | 193    | 32     | 19     |
| A. Rysyk       | 28              | 104             | 90              | 10              | 4               | 28     | 104    | 90     | 10     | 4      |
| A. Slaught     | 64              | 149             | 117             | 23              | 9               | 64     | 149    | 117    | 23     | 9      |
| C. Trefzger    | 20              | 5               | 2               | 3               | 0               | 20     | 5      | 2      | 3      | 0      |
| B. Varni       | 50              | 0               | 0               | 0               | 0               | 50     | 0      | 0      | 0      | 0      |
| P. Yoder       | -               | -               | -               | -               | -               | -      | -      | -      | -      | -      |

P = presenze; PT = punti totali; AV = attacchi vincenti; MV = muri vincenti; BV = battute vincenti

## Premi individuali
- Micah Christenson:

All-MPSF Second Team